# فیلیکس فاوست
فیلیکس فاوست (به انگلیسی: Felix Faust) یک شخصیت خیالی ابرشرور در کتاب‌های کامیک آمریکایی منتشر شده توسط دی‌سی کامیکس است. این شخصیت توسط نویسنده گاردنر فاکس و طراح مایک سکوفسکی خلق شده است که برای اولین بار در شمارهٔ ۱۰ مجموعه لیگ عدالت آمریکا (مارس ۱۹۶۲) حضور پیدا کرد. شخصیت فیلیکس فاوست بر گرفته از دکتر فاوست، قهرمان اصلی نمایشنامهٔ تاریخچه تراژدی دکتر فاستوس، اثر کریستوفر مارلو در افسانه‌های آلمانی است.
فاوست جادوگری شریر از هزاره پنجم پیش از میلاد است که به عنوان یکی از نخستین دشمنان لیگ عدالت آمریکا محسوب می‌شد.

## زندگینامه ساختگی شخصیت
در زمان هزاره بر روی زمین، فاوست در امپراتوری افسانه‌ای آفریقایی با نام «کُر» به سر می‌برد. او به مطالعه فشرده اسرار و توانمندی در اجرای جادو، افسون و احضار ارواح خبیث می‌پرداخت. اما عاملی که فاوست را فاقد قدرت‌های واقعی جادو می‌ساخت، تمایل او برای در اختیار گذاشتن روح خود یا پیشکش دیگران، از جمله فرزندانش، برای دستیابی به توانایی‌های عرفانی بود.
هفت هزار سال پیش از میلاد، فیلیکس فاوست شاه-جادوگر نومو، فرمانروای باشکوه کُر و نگهبان قدرت عرفانی به نام شعله زندگی را به مبارزه طلبید. فاوست، این جادوگر پلید با هدف استفاده از شعله زندگی برای اهداف فاسد خود با نومو وارد جنگ شد. اما نومو شعله زندگی را بر خود فرا خواند و پس از شکست فاوست، او را به بُعد دیگری تبعید نمود. فاوست نتوانست از این زندان چند بعدی خود را رها سازد، تا اینکه در اوایل سدهٔ ۲۰ میلادی (اواسط دههٔ ۱۹۲۰)، توسط مردی مجنون و مشتاق به شعبده‌بازی با نام دکن دریک، که تصادفاً وارد ابعاد دیگری شد و موفق به گشودن درگاهی در آن گردید و با بستن پیمانی یک طرفه‌ای با فاوست، جادوگر شیطانی را آزاد کرد. جادوگر سپس روح دریک را از بین برد و وارد بدنش شد. فیلیکس فاوست به عنوان مردی جوان برای دستیابی به قدرت‌های فراطبیعی، روحش را به شیطان پیشکش کرد.